# قطعنامه ۴۷ شورای امنیت
قطعنامه ۴۷ شورای امنیت سازمان ملل متحد که در تاریخ ۲۱ آوریل ۱۹۴۸ تصویب شد، سندی بین‌المللی دربارهٔ مسئلهٔ هند-پاکستان است. این قطعنامه طی نشست ۲۸۶ام موافق، مخالف و ممتنع تصویب شد.